# تل گورستان سلاطین
تل قبرستان سلاطین مربوط به دوران‌های تاریخی پس از اسلام است و در شهرستان اقلید، بخش حسن‌آباد، روستای قدم آباد واقع شده و این اثر در تاریخ ۱۲ بهمن ۱۳۸۱ با شمارهٔ ثبت ۷۳۲۶ به‌عنوان یکی از آثار ملی ایران به ثبت رسیده است.